# 撒瑪杜姑杜姑
撒瑪杜姑杜姑（卑南語：Samatukutuku），是台灣卑南族神話傳說中的一名少女，因為結交壞朋友而遭到陷害、變成了魚。

## 傳說
撒瑪杜姑杜姑是一位部落酋長的女兒，他們家隔壁住個一個瘋瘋癲癲的女孩，叫撒嘎哩嘎里（Sakalrikakri）。有一天撒瑪杜姑杜姑的父母要去田裡工作時，囑咐她要好好看家不要出門、也不可以讓其他人進來，可是在父母離開後，她受不了撒嘎哩嘎里的慫恿，還是開門讓她進家裡玩，並且和她一起去湖裡洗澡，而在洗澡時，撒嘎哩嘎里趁機把她推進深水區、搶走她的衣服、闖入她的家中冒充她躺在床上。
撒瑪杜姑杜姑的父母回到家後察覺有異，被識破的撒嘎哩嘎里連忙逃走了，找不到女兒的母親只好使用法術，把項鍊上的珠子拋在地上滾、每有岔路就再拋一次，好不容易來到湖邊發現撒瑪杜姑杜姑，但她那時候身上已經長滿鱗片，逐漸變成了魚。

### 其他
在另一版本中，撒瑪杜姑杜姑父母雙亡，家中的傭人巴卡基也長期虐待她。某日颱風天撒瑪杜姑杜姑被傭人指使去提水，在河岸邊被叔叔看見並帶回家，然而嬸嬸卻趁叔叔離家時進行各種的刁難、將其騙離家裡。於是撒瑪杜姑杜姑只能躲進父母的工寮，並在當中愈近奶奶的靈魂，並在教導下將家中的垃圾和雜草飛到嬸嬸家中，傭人見後再也不敢怠忽職守:47-54。